# Fratelli Bielski
I Fratelli Bielski (in polacco Otriad Bielskich, letteralmente Brigata Bielski) conosciuti anche come "unità Bielski", furono un gruppo di partigiani ebrei polacchi che salvarono alcune migliaia di ebrei dai ghetti e dai campi di sterminio, combattendo contro le forze di occupazione naziste in prossimità di Nowogródek e Lida nella parte di Polonia occupata dalla Germania, ora facente parte della Bielorussia occidentale.
Sotto la loro protezione più di 1 200 ebrei sopravvissero alla guerra, rendendola una delle più grandi missioni di soccorso dell'Olocausto. Il gruppo trascorse più di due anni vivendo nella foresta di Naliboki (o Nalibocka) e fu inizialmente organizzato dai quattro, di dodici, fratelli della famiglia Bielski: Tuvia, Zus, Asael e Aron.
L'unità Bielski, secondo la sociologa e storica della Shoah Nechama Tec, che fu la prima a «riportare quell'episodio del Novecento alla luce» dimostra che nella Shoah non tutti furono «vittime passive» rassegnate al loro destino «che si lasciavano condurre passivamente alla morte». Lo stereotipo che ha contraddistinto gli ebrei d'Europa per molti anni, secondo la Tec, è contraddetto proprio dall'operato dell'unità combattente che la studiosa considera: «la più massiccia operazione di salvataggio mai compiuta da ebrei verso altri ebrei».

## Storia
I Bielski furono una famiglia di agricoltori di Stankiewicze (oggi Stankievičy) vicino a Nowogródek (oggi Navahrudak), zona che tra il 1921 e l'inizio della Seconda Guerra Mondiale era appartenuta alla Seconda Repubblica di Polonia e che nel settembre del 1939 venne annessa dall'Unione Sovietica. Poi venne occupata dalla Germania nazista con l'operazione Barbarossa.

### Formazione
I quattro fratelli riuscirono a fuggire nella vicina foresta, dopo l'uccisione dei genitori e degli altri membri della famiglia nel ghetto nel dicembre 1941. Insieme ai 13 vicini di casa del ghetto costituirono il nucleo della loro lotta partigiana formatosi nella primavera del 1942. Inizialmente il gruppo fu composto da una quarantina di persone, ma poi crebbe rapidamente.
Il comandante del gruppo fu il fratello maggiore Tuvia, che aveva servito nell'esercito polacco dal 1927 al 1929, arrivando al grado di caporale. Fu attratto dal movimento giovanile sionista, ripetendo la frase "preferisco salvare una vecchia donna ebrea piuttosto che uccidere dieci soldati tedeschi", inviando emissari per infiltrarsi nei ghetti, reclutando sempre più persone e nascondendole nella foresta di Naliboki. Centinaia di uomini, donne e bambini, seguirono Tuvia verso il campo Bielski; arrivando ben presto al picco massimo di 1.230 rifugiati, composto per il 70% da donne, bambini e anziani. Di questi, circa 150 vennero impegnati in operazioni armate.

### Organizzazione
I partigiani vivevano in rifugi sotterranei o all'interno di bunker. Costruirono inoltre strutture di prima necessità come la cucina, un mulino, il panificio, il bagno, una clinica medica per il primo soccorso ai feriti e ai malati e una capanna di quarantena per i contagiati dal tifo.
Mandrie di mucche servirono a soddisfare la richiesta di latte e gli artigiani fornirono le merci ed effettuarono delle riparazioni, aiutando i combattenti con supporto logistico che sarebbe poi servito alle unità di partigiani sovietici stazionate lì vicino. In più di un centinaio lavorarono nell'officina, che divenne famosa al di là della base Bielski: i sarti ricucirono tra loro vecchi vestiti confezionandone di nuovi, i calzolai aggiustarono i vecchi scarponi e ne produssero di nuovi, i conciatori lavorarono su cinture, briglie e selle.
Un edificio venne adibito alla lavorazione dei metalli da Shmuel Oppenheim, dove vennero riparate le armi danneggiate e costruite di nuove con pezzi di ricambio. Una conceria, costruita per fornire le pelli e cuoio a conciatori e calzolai, divenne di fatto una sinagoga poiché i conciatori erano per la maggior parte ebrei chassidici. Carpentieri, cappellai, barbieri e orologiai servirono la propria comunità. Alcuni rifugi vennero adibiti a classi scolastiche per garantire l'istruzione ai molti bambini presenti nel campo. Vennero istituite anche una prigione e un tribunale. È da notare comunque come alcuni racconti parlassero della diversità di classe sociale tra nobili e poveri negli abitanti del campo, e lo scoppio di alcuni episodi di violenza come omicidi e stupri.

### Attività del gruppo
Le attività del gruppo di partigiani dei Bielski erano mirate ad indebolire le forze naziste e dei loro collaboratori, come i poliziotti volontari o abitanti locali che avevano tradito e ucciso gli ebrei. Attuarono molte azioni di sabotaggio, tanto che il regime offrì una ricompensa di 100.000 Reichsmark per l'assistenza nella cattura di Tuvia Bielski e, nel 1943, degli altri gruppi partigiani che imperversavano nella zona.
Molti di questi gruppi subirono pesanti perdite, ma i Bielski continuarono a offrire protezione ai non combattenti spostandosi sempre di più nel cuore della foresta per non essere trovati.
Per procurarsi le provviste i Bielski attuavano, come tanti altri gruppi partigiani, raid organizzati verso i villaggi vicini.
In un'occasione, però, un contadino si rifiutò di fornire cibo ai ribelli finendo ucciso. Questo causò una grave ostilità dei paesani nei confronti dei partigiani.
I partigiani Bielski divennero affiliati dei partigiani sovietici di stanza nelle vicinanze della foresta di Naliboki, sotto il comando del Generale Platon (Vasilij Efimovič Černyšëv). Numerosi tentativi da parte dei capi dei partigiani sovietici di assorbire nelle loro unità i combattenti Bielski furono respinti, così che i partigiani ebrei, tenendo alla loro integrità, rimasero sotto il comando di Tuvia Bielski. Questo gli permise di continuare a dedicarsi alla protezione delle vite degli ebrei, insieme all'attività di combattimento, anche se questo si rivelerà un problema più tardi.
Gli ebrei Bielski che combattevano a fianco dei sovietici, presero parte agli scontri tra le forze russe e polacche. Il 1º dicembre 1943 presero parte a un disarmo di un gruppo di partigiani polacchi da parte dei sovietici.
I capi dei partigiani Bielski divisero il gruppo in due unità, una chiamata "Ordžonikidze", capitanata da Zus, e l'altra chiamata "Kalinin", comandata da Tuvia. In accordo con la regola partigiana, i combattenti di entrambe le unità uccisero 381 nemici, a volte coordinando l'azione con i gruppi sovietici Durante i combattimenti rimasero uccisi 50 membri del gruppo.

### Il congedo
Nell'estate del 1944, quando in Bielorussia cominciò la controffensiva sovietica e l'area passò sotto il controllo dei russi, l'unità Kalinin, che comprendeva 1.230 tra uomini, donne e bambini, uscì dalla foresta e iniziò la marcia verso Nowogródek.
Nonostante la precedente collaborazione con i sovietici, le relazioni diminuirono velocemente. Il Commissariato del Popolo degli Affari Interni, un ente governativo dell'Unione Sovietica, iniziò a interrogare i fratelli Bielski in merito alle voci che raccontavano del loro bottino di guerra e a riguardo del loro fallimento di realizzare gli ideali comunisti nel campo.
Asael Bielski si arruolò nell'esercito dell'Armata Rossa sovietica e cadde nella battaglia di Königsberg nel 1945. Gli altri fratelli fuggirono dalle terre controllate dai russi, emigrando verso l'occidente. Il cugino di Tuvia, Yehuda, venne ricercato dal Commissariato del Popolo degli Affari Interni per essere stato un ufficiale dell'esercito polacco prima della guerra, ma riuscì a scappare grazie all'aiuto di Tuvia e si diresse in Ungheria e quindi in Israele.

### Il dopoguerra
Dopo la guerra, Tuvia Bielski fece ritorno in Polonia, quindi emigrò nella Palestina britannica (il territorio delle odierne Israele e Palestina) nel 1945, e partecipò alla guerra d'indipendenza d'Israele. Nel 1956 Tuvia e Zus infine si insediarono negli Stati Uniti, avviando un'attività di trasporti di successo.
L'ultimo fratello sopravvissuto, Aron Bielski, emigrò negli Stati Uniti nel 1951. Cambiò il suo nome in Aron Bell e il resto della famiglia Bell ora vive nella parte settentrionale dello stato di New York e in California.
Tuvia e Zus vennero sepolti nella Baia di Sheepshead. Aron vive in Florida. Nessuno dei fratelli Bielski ha mai ricevuto un riconoscimento o una ricompensa per le loro azioni. Yehuda Bielski, il loro primo cugino e membro dei partigiani, si stabilì nella Palestina britannica per combattere nell'Irgun, il gruppo militante sionista ebraico.

## Accuse di crimini di guerra
Alcuni membri della compagnia Bielski (ma non i fratelli Bielski in prima persona) vennero accusati di crimini di guerra nei confronti della popolazione locale, in particolare per il coinvolgimento nel massacro di Nalibaki del 1943, in cui 129 civili persero la vita per mano dei partigiani sovietici.
Alcuni storici e studiosi degli episodi includono infatti alcuni membri della compagnia Bielski tra coloro che imbracciarono il fucile contro i civili, mentre altri affermano che ciò è impossibile, poiché la compagnia Bielski non arrivò nei luoghi del massacro se non molti mesi dopo che tali eventi ebbero luogo. L'Istituto Nazionale per la Memoria polacco indaga sul massacro fin dagli anni 2000. All'aprile 2009 ancora non erano stati forniti risultati ufficiali, tuttavia molti storici ancora continuano a scrivere e pubblicare ricerche in cui si dimostra la non implicazione dei fratelli Bielski in tale massacro.

## Filmografia
- Defiance - I giorni del coraggio, regia di Edward Zwick (2009).

### Televisione
- The Bielski Brothers: Jerusalem In The Woods (I Fratelli Bielski: Gerusalemme nei boschi), regia di Dean Ward (2006), su History Channel
- Ray Mears's Extreme Survival, un episodio incentrato sulle vicende della compagnia Bielski, su BBC